# Comté d'Etheridge
Le comté d'Etheridge est une zone d'administration locale au nord du Queensland en Australie. Le comté comprend les villes de :
- Georgetown ;
- Mount Surprise ;
- Einasleigh ;
- Forsayth.